# Sustituto sanguíneo
Un sustituto sanguíneo (también llamado sangre artificial o sustituto de la sangre) es una sustancia que se utiliza para imitar y cumplir algunas funciones de la sangre biológica. Su objetivo es ofrecer una alternativa a la transfusión de sangre, que es transferir sangre o productos a base de sangre de una persona a otra. Hasta el momento, no hay sustitutos de sangre con oxígeno bien aceptados, que es el objetivo típico de una transfusión de glóbulos rojos; sin embargo, hay diversos expansores de volumen no sanguíneos disponibles para casos en los que solo se requiere restauración de volumen. Estos ayudan a los médicos y cirujanos a evitar los riesgos de transmisión de enfermedades y supresión inmunológica, a abordar la escasez crónica de donantes de sangre y a responder a las preocupaciones de los testigos de Jehová y otras personas que tienen objeciones religiosas para recibir transfusiones de sangre.
Las principales categorías de sustitutos de la sangre que "transportan oxígeno" son los portadores de oxígeno a base de hemoglobina (HBOC) y los portadores de oxígeno a base de perfluorocarbono (PFBOC).

## Historia
Después de que William Harvey descubrió las vías de sangre en 1616, muchas personas intentaron usar fluidos como cerveza, orina, leche y sangre de animales no humanos como sustituto de la sangre. Sir Christopher Wren (siglo XVII) sugirió vino y opio como sustituto de la sangre.
A principios del siglo XX, el desarrollo de la medicina transfusional moderna iniciado a través del trabajo de Landsteiner y sus coautores abrió la posibilidad de comprender el principio general de la serología de grupos sanguíneos. Simultáneamente, se lograron avances significativos en los campos de la fisiología del corazón y la circulación, así como en la comprensión del mecanismo del transporte de oxígeno y la oxigenación de los tejidos.
Las restricciones en la medicina de transfusión aplicada, especialmente en situaciones de desastre como la Segunda Guerra Mundial, sentaron las bases para una investigación acelerada en el campo de los sustitutos de la sangre. Los primeros intentos y el optimismo en el desarrollo de sustitutos de sangre se enfrentaron muy rápidamente con efectos secundarios significativos, que no pudieron eliminarse rápidamente debido al nivel de conocimiento y tecnología disponibles en ese momento. La aparición del VIH en la década de 1980 renovó el ímpetu para el desarrollo de sustitutos sanguíneos seguros para la infección. La preocupación pública sobre la seguridad del suministro de sangre se incrementó aún más por la enfermedad de las vacas locas. La continua disminución de la donación de sangre combinada con la mayor demanda de transfusiones de sangre (mayor envejecimiento de la población, mayor incidencia de diagnósticos invasivos, quimioterapia e intervenciones quirúrgicas extensas, ataques terroristas, conflictos militares internacionales) y la estimación positiva de los inversionistas en la rama de biotecnología hecha para un Ambiente positivo para un mayor desarrollo de los sustitutos de la sangre.
Los esfuerzos para desarrollar sustitutos de la sangre han sido impulsados por el deseo de reemplazar la transfusión de sangre en situaciones de emergencia, en lugares donde las enfermedades infecciosas son endémicas y el riesgo de hemoderivados contaminados es alto, donde puede faltar la refrigeración para preservar la sangre y donde no. Ser posible o conveniente para encontrar coincidencias de tipo de sangre.

## Enfoques
Los esfuerzos se han centrado en las moléculas que pueden transportar oxígeno, y la mayoría del trabajo se ha centrado en la hemoglobina recombinante, que normalmente transporta oxígeno, y los perfluorocarbonos (PFC), compuestos químicos que pueden transportar y liberar oxígeno.
El primer sustituto de sangre con oxígeno aprobado fue un producto a base de perfluorocarbono llamado Fluosol-DA-20, fabricado por Green Cross de Japón. Fue aprobado por la Administración de Alimentos y Medicamentos (FDA) en 1989. Debido al éxito limitado, la complejidad de uso y los efectos secundarios, se retiró en 1994. Sin embargo, Fluosol-DA sigue siendo el único tratamiento terapéutico con oxígeno aprobado por la FDA. A partir de 2017 no se había aprobado ningún producto a base de hemoglobina.

### A base de perfluorocarbono
Los perfluoroquímicos no son solubles en agua, por lo que no se mezclarán con la sangre, por lo tanto, las emulsiones deben hacerse dispersando pequeñas gotas de PFC en agua. Este líquido se mezcla con antibióticos, vitaminas, nutrientes y sales, produciendo una mezcla que contiene aproximadamente 80 componentes diferentes y realiza muchas de las funciones vitales de la sangre natural. Partículas de PFC están a punto
140 el tamaño del diámetro de un glóbulo rojo (RBC). Este tamaño pequeño puede permitir que las partículas de PFC atraviesen capilares a través de los cuales no fluyen glóbulos rojos. En teoría, esto puede beneficiar al tejido dañado y hambriento de sangre que los glóbulos rojos convencionales no pueden alcanzar. Las soluciones de PFC pueden transportar oxígeno tan bien que los mamíferos, incluidos los humanos, pueden sobrevivir respirando una solución de PFC líquida, llamada respiración líquida.
Los sustitutos de la sangre a base de perfluorocarbono son completamente artificiales; esto proporciona ventajas sobre los sustitutos de la sangre que dependen de la hemoglobina modificada, como las capacidades de fabricación ilimitadas, la capacidad de esterilización por calor y la eficiente administración de oxígeno y la eliminación de dióxido de carbono de los PFC. Los PFC en solución actúan como un portador de oxígeno intravascular para aumentar temporalmente el suministro de oxígeno a los tejidos. Los PFC se eliminan del torrente sanguíneo en un plazo de 48 horas mediante el procedimiento de depuración normal del cuerpo para las partículas en la sangre: la exhalación. Las partículas de PFC en la solución pueden transportar varias veces más oxígeno por centímetro cúbico (cc) que la sangre, mientras que son 40 a 50 veces más pequeñas que la hemoglobina.
Fluosol se hizo principalmente de perfluorodecalina o perfluorotributilamina suspendida en una emulsión de albúmina. Se desarrolló en Japón y se probó por primera vez en los Estados Unidos en noviembre de 1979. Para "cargar" cantidades suficientes de oxígeno, las personas a las que se había administrado tenían que respirar oxígeno puro con una máscara o en una cámara hiperbárica. Fue aprobado por la FDA en 1989, y fue aprobado en otros ocho países. [Cita requerida] Su uso se asoció con una reducción de las complicaciones isquémicas y con un aumento del edema pulmonar y la insuficiencia cardíaca congestiva. Debido a la dificultad con el almacenamiento de emulsión del uso de Fluosol (almacenamiento congelado y recalentamiento), su popularidad disminuyó y su producción terminó en 1994.
| Nombre    | Patrocinador           | Descripción |
| --------- | ---------------------- | --- |
| Oxycyte   | Oxygen Biotherapeutics | Probado en un ensayo de Fase II-b en los Estados Unidos. Dirigido como un tratamiento terapéutico con oxígeno en lugar de un sustituto de la sangre, con pruebas a pequeña escala exitosas en humanos que tratan la lesión cerebral traumática en la Universidad de Virginia Commonwealth. El juicio fue terminado más tarde. |
| PHER-O 2  | Sanguine Corp          | En desarrollo |
| Perftoran | Rusia                  | Contiene perfluorodecalina y perfluoro-N- (4-metilciclohexil) -piperidina junto con un surfactante, Proxanol-268. Fue desarrollado en Rusia y es comercializado desde 2005. |
| NVX-108   | NuvOx Pharma           | En un ensayo clínico de fase Ib/II en el que aumenta los niveles de oxígeno del tumor antes de la radioterapia para radiosensibilizarlos. |

Oxygent fue una emulsión estabilizada con lecitina de segunda generación de un PFC que estaba en desarrollo por Alliance Pharmaceuticals. En 2002, un estudio de Fase III se detuvo temprano debido a un aumento en la incidencia de accidentes cerebrovasculares durante el estudio.

### A base de hemoglobina
La hemoglobina es el componente principal de los glóbulos rojos, que comprende aproximadamente el 33% de la masa celular. Los productos a base de hemoglobina se denominan portadores de oxígeno a base de hemoglobina (HBOC).
La hemoglobina libre de células no modificadas no es útil como sustituto de la sangre porque su afinidad por el oxígeno es demasiado alta para una oxigenación tisular efectiva, la vida media en el espacio intravascular que es demasiado corta para ser clínicamente útil, tiene una tendencia a sufrir disociación en los dímeros con daño renal y toxicidad resultantes, y debido a que la hemoglobina libre tiende a absorber el óxido nítrico, causando vasoconstricción.
Los esfuerzos para superar esta toxicidad han incluido la fabricación de versiones de ingeniería genética, reticulación, polimerización y encapsulación.
HemAssist, una hemoglobina entrecruzada con diaspirina (DCLHb) fue desarrollada por Baxter Healthcare; fue el más ampliamente estudiado de los sustitutos sanguíneos a base de hemoglobina, utilizados en más de una docena de estudios en animales y clínicos. Alcanzó los ensayos clínicos de Fase III, en los que fracasó debido al aumento de la mortalidad en el brazo del ensayo, principalmente debido a complicaciones graves de vasoconstricción.  Los resultados fueron publicados en 1999.
Hemolink (Hemosol, Inc., Mississauga, Canadá) fue una solución de hemoglobina que contenía una hemoglobina humana polimerizada con o-rafinosa, que tuvo problemas después de que se suspendieran los ensayos de la Fase II en 2003 por razones de seguridad. Se declaró en quiebra en 2005.
Hemopure fue desarrollado por Biopure Corp y era una hemoglobina bovina (vaca) reticulada, químicamente estabilizada, en una solución salina destinada al uso humano; La compañía desarrolló el mismo producto con el nombre comercial Oxyglobin para uso veterinario en perros. Oxyglobin se aprobó en los EE. UU. y Europa y se introdujo en clínicas y hospitales veterinarios en marzo de 1998. Hemopure se aprobó en Sudáfrica, pero esa aprobación se revocó y Biopure se declaró en bancarrota en 2009. Sus activos fueron adquiridos posteriormente por OPK Biotech.
PolyHeme fue desarrollado durante 20 años por Northfield Laboratories y comenzó como un proyecto militar después de la guerra de Vietnam. Es hemoglobina humana, extraída de glóbulos rojos, luego polimerizada y luego incorporada en una solución de electrolito. En abril de 2009, la FDA rechazó la Solicitud de licencia biológica de Northfield y en junio de 2009, Northfield se declaró en quiebra.
Dextran-Hemoglobin fue desarrollada por Dextro-Sang Corp como un producto veterinario, y era un conjugado del polímero dextrano con hemoglobina humana.
Hemotech fue desarrollado por HemoBiotech y fue una hemoglobina modificada químicamente.
Somatogen desarrolló un tetrámero reticulado y diseñado genéticamente llamado Optro. Falló en un ensayo de fase II que se publicó en 2014 y se detuvo el desarrollo.
Los científicos de Ajinomoto crearon una Hb piridoxilada conjugada con polioxietileno y finalmente la desarrolló Apex Biosciences, una subsidiaria de Curacyte AG; se llamó "PHP" y fracasó en un ensayo de Fase III publicado en 2014, debido al aumento de la mortalidad en el brazo de control, lo que llevó a que Curacyte se cerrara.
De manera similar, Hemospan fue desarrollado por Sangart y fue una hemoglobina pegilada suministrada en forma de polvo. Mientras que los primeros ensayos eran prometedores, Sangart se quedó sin fondos y cerró.

### Células madre
Las células madre ofrecen un posible medio para producir sangre transfundible. Un estudio realizado por Giarratana et al. describe una producción ex vivo a gran escala de células sanguíneas humanas maduras utilizando células madre hematopoyéticas. Las células cultivadas poseían el mismo contenido de hemoglobina y morfología que los glóbulos rojos nativos. Los autores sostienen que las células tenían una vida útil casi normal, en comparación con los glóbulos rojos naturales.
Los científicos del brazo experimental del Departamento de Defensa de los Estados Unidos comenzaron a crear sangre artificial para su uso en áreas remotas y transfundir sangre a los soldados heridos más rápidamente en 2010. La sangre se fabrica a partir de las células madre hematopoyéticas que se extraen del cordón umbilical entre la madre y el feto de los humanos después del nacimiento mediante un método llamado calentamiento de sangre. El pharming se ha utilizado en el pasado en animales y plantas para crear sustancias médicas en grandes cantidades. Cada cordón puede producir aproximadamente 20 unidades de sangre. La sangre se produce para la Agencia de Proyectos de Investigación Avanzada de Defensa por Arteriocyte. La Administración de Drogas y Alimentos ha examinado y aprobado la seguridad de esta sangre de la sangre O-negativa enviada previamente. El uso de esta sangre artificial en particular reducirá los costos por unidad de sangre de $ 5,000 a igual o menos de $ 1,000. Esta sangre también servirá como donante de sangre para todos los tipos de sangre comunes. La sangre farmacéutica se puede usar en ensayos en humanos en 2013.